# Azzone
Azzone é uma comuna italiana da região da Lombardia, província de Bérgamo, com cerca de 487 habitantes. Estende-se por uma área de 16,84 km², tendo uma densidade populacional de 28,9 hab/km². Faz fronteira com Angolo Terme (BS), Borno (BS), Colere, Schilpario, Vilminore di Scalve.

## Demografia
| Variação demográfica do município entre 1861 e 2011                               |
|                                                                                   |
| Fonte: Istituto Nazionale di Statistica (ISTAT) - Elaboração gráfica da Wikipedia |